# Vincent Beaufrère

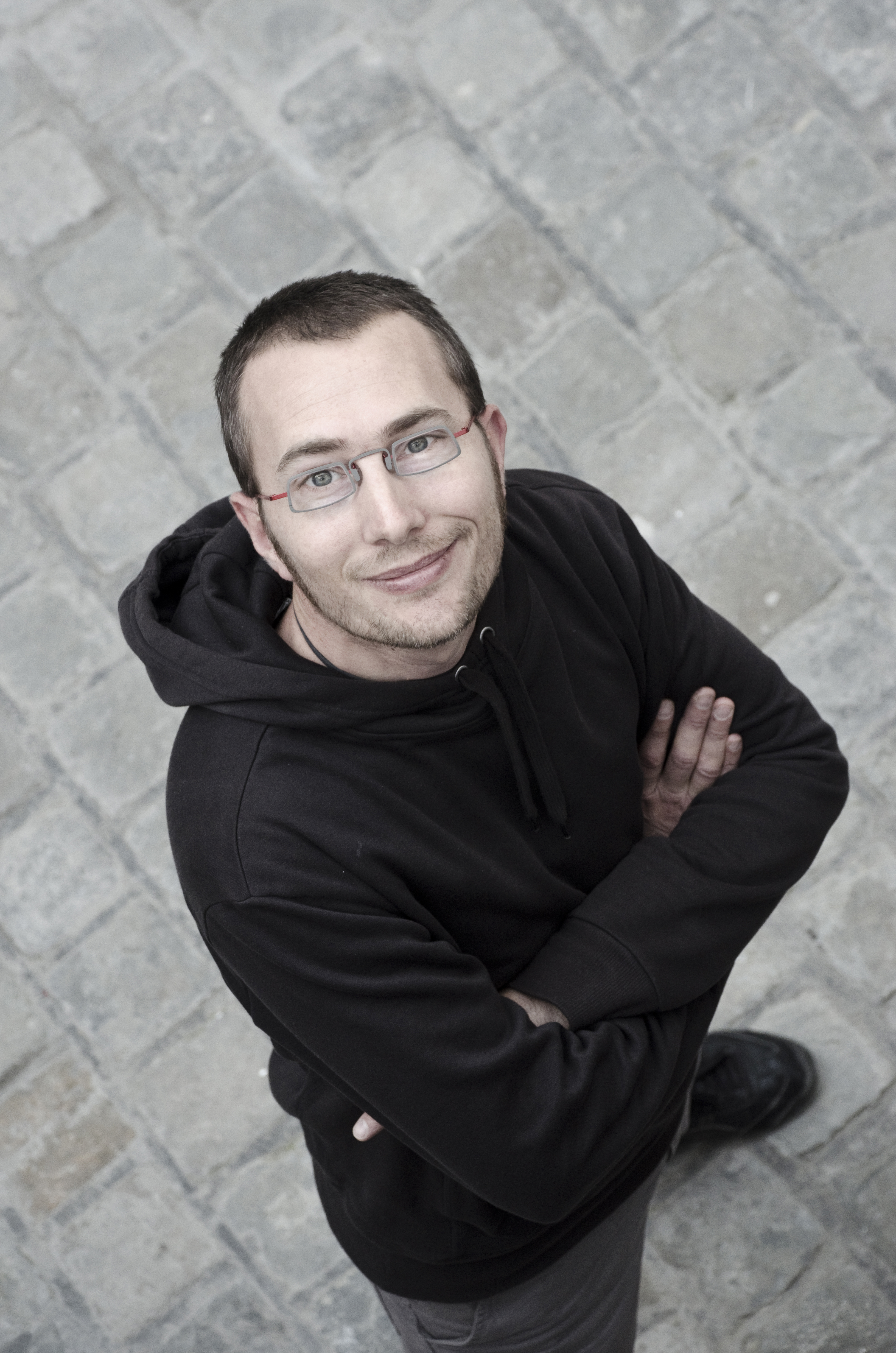
Vincent Beaufrère

Vincent Beaufrère (Aurillac, 19 augustus 1974) is een Franse stripauteur die publiceert onder het pseudoniem Vincent.

## Publicaties
- Albatros, uitgeverij Daedalus
  - Geshanghaaid	2006-2008
  - Het boze oog	2007-2009
  - Het gemompel der zielen	2008-2010

- De minderbroedersschool, op scenario van Jean-Blaise Mitildjian, uitgeverij Daedalus 
  - Dorpsgeheimen, 2009
  - De erfgenaam, 2010

- Chimère(s) 1887, op scenario van Mélanie Turpyn, uitgeverij Daedalus 
  - De purperen parel, 2011-2012
  - Scharlaken kant, 2012-2013
  - De furie van Saint-Lazare, 2014-2015
  - Bloedband, 2014-2016
  - Vriend Oscar, 2016-2020
  - Sterrennacht, 2018-2021

- Liberty Bessie, op scenario van Pierre-Roland Saint-Dizier en Jean-Blaise Mitildjian, uitgeverij Microbe
  - Een piloot uit Alabama, 2020
  - Deel 2, 2020

- Bibliothèque nationale de France: cb150726818 (data)
- International Standard Name Identifier: 0000 0004 5980 0344
- Système universitaire de documentation: 131837354
- Virtual International Authority File: 266594005